# Ukrainian Review
The Ukrainian Review

## The Ukrainian Review
The Ukrainian Review [не слід плутати з квартальником Ukrainian Review, який виходив завдяки Союзу українців у Великій Британії з 1954 року] — англомовне аналітичне українське ЗМІ, засноване влітку 2022 року низкою українських активістів на чолі з керівником проєкту Володимиром Савченком. Видання має офіційні представництва в Твіттері, Фейсбуці та Інстаграмі.

### Заснування
Видання було засноване під час повномасштабного вторгнення російських військ на територію України. Воно стало відповіддю на зростаючу кількість фейків та неправдивої інформації, яка з'явилася одночасно з військовими діями з боку Російської Федерації. З самого початку свого існування видання залучало експертів у галузях боротьби з дезінформацією, щоб протистояти фейковим новинам і викривленим повідомленням у соціальних мережах та на інших платформах.
Основною мовою видання є англійська, однак друковані примірники також видаються французькою та німецькою мовами. Станом на 2024 рік видання має підписаний меморандум про співробітництво із Центром стратегічних комунікацій.

### Боротьба з фейками
Протягом 2022-2023 років більшість статей на сайті видання були присвячені викриттю фейків. Журналісти знаходили публікації або дописи в соцмережах із ознаками фейкової інформації, після чого шукали об'єктивні дані щодо події чи факту, зазначеного у публікаціях. Фейкова інформація спростовувалася за допомогою перевірених офіційних джерел та експертних коментарів.
Видання також публікувало освітні матеріали, де пояснювалося, як ідентифікувати фейкові новини та якими засобами можна перевіряти інформацію на достовірність.

### Друковане видання
Перший друкований номер журналу The Ukrainian Review вийшов влітку 2023 року і був присвячений Саміту НАТО у Вільнюсі. Журнал виходить трьома мовами (англійською, німецькою та французькою) та презентується в різних країнах, зокрема під час важливих міжнародних заходів, як-от Конференція з відновлення України в Берліні у червні 2024 року.
Станом на серпень 2024 року вийшло три друкованих випуски журналу, і він користується підтримкою дипломатичного корпусу. Під час презентації у прес-центрі Укрінформу було зазначено, що журнал тісно співпрацює з Міністерством культури та інформаційної політики, Центром стратегічних комунікацій та Міністерством закордонних справ України.